# Japonia la Jocurile Olimpice de vară din 2016
Japonia a participat la Jocurile Olimpice de vară din 2016 de la Rio de Janeiro în perioada 5 – 21 august 2016, cu o delegație de 338 de sportivi care a concurat la 30 de sporturi. Cu un total de 41 de medalii, inclusiv 12 de aur, s-a aflat pe locul 6 în clasamentul pe medalii. Acest bilanț a fost considerat o reușită de bun augur pentru Jocurile Olimpice de vară din 2020, care vor fi găzduite de Tokyo.

## Participanți
Delegația japoneză a cuprins 338 de sportivi : 174 de bărbăti și 164 de femei (rezervele la fotbal, handbal, hochei pe iarbă și scrimă nu sunt incluse).
| Sport            | Masculin | Feminin | Total |
| ---------------- | -------- | ------- | ----- |
| Atletism         | 39       | 14      | 53    |
| Badminton        | 4        | 5       | 9     |
| Baschet          | 0        | 12      | 12    |
| Box              | 2        | 0       | 2     |
| Caiac canoe      | 4        | 1       | 5     |
| Canotaj          | 2        | 2       | 4     |
| Ciclism          | 8        | 2       | 10    |
| Echitație        | 7        | 3       | 10    |
| Fotbal           | 18       | 0       | 18    |
| Gimnastică       | 7        | 12      | 19    |
| Golf             | 2        | 2       | 4     |
| Haltere          | 3        | 4       | 7     |
| Hochei pe iarbă  | 0        | 16      | 16    |
| Înot sincron     | —        | 9       | 9     |
| Judo             | 7        | 7       | 14    |
| Lupte            | 4        | 6       | 10    |
| Natație          | 18       | 18      | 36    |
| Navigație        | 5        | 6       | 11    |
| Pentatlon modern | 2        | 1       | 3     |
| Polo pe apă      | 13       | 0       | 13    |
| Rugby în VII     | 12       | 12      | 24    |
| Sărituri în apă  | 2        | 1       | 3     |
| Scrimă           | 3        | 3       | 6     |
| Taekwondo        | 0        | 1       | 1     |
| Tenis            | 3        | 3       | 6     |
| Tenis de masă    | 3        | 3       | 6     |
| Tir              | 5        | 3       | 8     |
| Tir cu arcul     | 1        | 3       | 4     |
| Triatlon         | 1        | 3       | 4     |
| Volei            | 0        | 12      | 12    |
| Total            | 174      | 164     | 338   |

## Medalii

### Medaliați
| Medalie | Nume | Sport         | Probă                      | Dată      |
| ------- | --- | ------------- | -------------------------- | --------- |
| Aur     | Kosuke Hagino | Natație       | 400 m mixt                 | 6 august  |
| Aur     | Shohei Ono | Judo          | 73 kg masculin             | 8 august  |
| Aur     | Kenzō Shirai Yūsuke Tanaka Koji Yamamuro Kōhei Uchimura Ryōhei Katō                                                    | Gimnastică    | Echipe masculin            | 8 august  |
| Aur     | Haruka Tachimoto | Judo          | 70 kg feminin              | 10 august |
| Aur     | Mashu Baker | Judo          | 90 kg masculin             | 10 august |
| Aur     | Kōhei Uchimura | Gimnastică    | Individual compus masculin | 10 august |
| Aur     | Rie Kaneto | Natație       | 200 m bras femiin          | 11 august |
| Aur     | Eri Tosaka | Lupte         | Libere 48 kg feminin       | 17 august |
| Aur     | Kaori Icho | Lupte         | Libere 58 kg feminin       | 17 august |
| Aur     | Sara Dosho | Lupte         | Libere 69 kg feminin       | 17 august |
| Aur     | Misaki Matsutomo Ayaka Takahashi                                                                                       | Badminton     | Dublu feminin              | 18 august |
| Aur     | Risako Kawai | Lupte         | Libere 63 kg feminin       | 18 august |
| Argint  | Masato Sakai | Natație       | 200 m fluture masculin     | 9 august  |
| Argint  | Kosuke Hagino | Natație       | 200 m mixt masculin        | 11 august |
| Argint  | Hisayoshi Harasawa | Judo          | +100 kg masculin           | 12 august |
| Argint  | Shinobu Ota | Lupte         | Greco-roman 59 kg masculin | 14 august |
| Argint  | Jun Mizutani Koki Niwa Maharu Yoshimura                                                                                | Tenis de masă | Echipe masculin            | 17 august |
| Argint  | Saori Yoshida | Lupte         | Libere 53 kg feminin       | 18 august |
| Argint  | Rei Higuchi | Lupte         | Libere 57 kg masculin      | 19 august |
| Argint  | Asuka Cambridge Yoshihide Kiryū Ryota Yamagata Shōta Iizuka                                                            | Atletism      | 4×100 m                    | 19 august |
| Bronz   | Ami Kondo | Judo          | 48 kg feminin              | 6 august  |
| Bronz   | Naohisa Takato | Judo          | 60 kg masculin             | 6 august  |
| Bronz   | Hiromi Miyake | Haltere       | 48 kg feminin              | 6 august  |
| Bronz   | Daiya Seto | Natație       | 400 m mixt                 | 6 august  |
| Bronz   | Misato Nakamura | Judo          | 52 kg feminin              | 7 august  |
| Bronz   | Masashi Ebinuma | Judo          | 66 kg masculin             | 7 august  |
| Bronz   | Kaori Matsumoto | Judo          | 57 kg feminin              | 8 august  |
| Bronz   | Takuya Haneda | Caiac canoe   | C-1 slalom                 | 9 august  |
| Bronz   | Takanori Nagase | Judo          | 81 kg masculin             | 9 august  |
| Bronz   | Kosuke Hagino Naito Ehara Yuki Kobori Takeshi Matsuda                                                                  | Natație       | 4×200 m stil liber         | 9 august  |
| Bronz   | Natsumi Hoshi | Natație       | 200 m fluture feminin      | 10 august |
| Bronz   | Ryunosuke Haga | Judo          | 100 kg masculin            | 11 august |
| Bronz   | Jun Mizutani | Tenis de masă | Simplu masculin            | 11 august |
| Bronz   | Kanae Yamabe | Judo          | +78 kg feminin             | 12 august |
| Bronz   | Kei Nishikori | Tenis         | Simplu masculin            | 14 august |
| Bronz   | Kenzō Shirai | Gimnastică    | Sărituri masculin          | 15 august |
| Bronz   | Yukiko Inui Risako Mitsui                                                                                              | Înot sincron  | Perechi feminin            | 16 august |
| Bronz   | Ai Fukuhara Kasumi Ishikawa Mima Ito                                                                                   | Tenis de masă | Echipe feminin             | 16 august |
| Bronz   | Nozomi Okuhara | Badminton     | Feminin simplu             | 19 august |
| Bronz   | Aika Hakoyama Aiko Hayashi Yukiko Inui Kei Marumo Risako Mitsui Kanami Nakamaki Mai Nakamura Kano Omata Kurumi Yoshida | Înot sincron  | Echipă feminin             | 19 august |
| Bronz   | Hirooki Arai | Atletism      | 50 km marș                 | 19 august |

### Medalii după sport
| Sport         | Aur | Argint | Bronz | Total |
| Lupte         | 4   | 3      | 0     | 7     |
| Judo          | 3   | 1      | 8     | 12    |
| Natație       | 2   | 2      | 3     | 7     |
| Gimnastică    | 2   | 0      | 1     | 3     |
| Badminton     | 1   | 0      | 1     | 2     |
| Tenis de masă | 0   | 1      | 2     | 3     |
| Atletism      | 0   | 1      | 1     | 2     |
| Înot sincron  | 0   | 0      | 2     | 2     |
| Caiac canoe   | 0   | 0      | 1     | 1     |
| Tenis         | 0   | 0      | 1     | 1     |
| Haltere       | 0   | 0      | 1     | 1     |
| Total         | 12  | 8      | 21    | 41    |

## Natație
| Sportiv                                                  | Probă         | Calificări | Calificări | Semifinale   | Semifinale   | Finală       | Finală       |
| Sportiv                                                  | Probă         | Timp       | Loc        | Timp         | Loc          | Timp         | Loc          |
| -------------------------------------------------------- | ------------- | ---------- | ---------- | ------------ | ------------ | ------------ | ------------ |
| Rikako Ikee                                              | 100 m fluture | 57,27      | 7 C        | 57,05        | 3            | 56,86        | 5            |
| Natsumi Hoshi                                            | 100 m fluture | 58,15      | 14 C       | 58,03        | 10           | Nu a avansat | Nu a avansat |
| Sakiko Shimizu                                           | 400 m mixt    | 4:34,66    | 7 C        | N/A          | N/A          | 4:38,06      | 8            |
| Miho Takahashi                                           | 400 m mixt    | 4:37,33    | =10        | N/A          | N/A          | Nu a avansat | Nu a avansat |
| Miki Uchida Rikako Ikee Misaki Yamaguchi Yayoi Matsumoto | 4×100 m liber | 3:36,74    | 7 C        | N/A          | N/A          | 3:37,78      | 8            |
| Natsumi Sakai                                            | 100 m spate   | 1:01,74    | 26         | Nu a avansat | Nu a avansat | Nu a avansat | Nu a avansat |

| Sportiv         | Probă            | Calificări | Calificări | Semifinale   | Semifinale   | Finală       | Finală       |
| Sportiv         | Probă            | Timp       | Loc        | Timp         | Loc          | Timp         | Loc          |
| --------------- | ---------------- | ---------- | ---------- | ------------ | ------------ | ------------ | ------------ |
| Kosuke Hagino   | 400 m mixt       | 4:10,00    | 3 C        | N/A          | N/A          | 4:06,05      | Aur          |
| Daiya Seto      | 400 m mixt       | 4:08,47    | 2 C        | N/A          | N/A          | 4:09,71      | Bronz        |
| Naito Ehara     | 400 m stil liber | 3:50.61    | 31         | N/A          | N/A          | Nu a avansat | Nu a avansat |
| Yasuhiro Koseki | 100 m bras       | 58,91      | 2 C        | 59,23        | 4 C          | 59,37        | 6            |
| Ippei Watanabe  | 100 m bras       | 1:00,33    | 18         | Nu a avansat | Nu a avansat | Nu a avansat | Nu a avansat |

## Scrimă
Masculin
| Sportiv          | Probă            | Primul tur         | Al doilea tur        | Al treilea tur        | Sfert de finală      | Semifinală    | Finala mică/Finala mare | Finala mică/Finala mare |              |
| Sportiv          | Probă            | Adversar Scor      | Adversar Scor        | Adversar Scor         | Adversar Scor        | Adversar Scor | Adversar Scor           | Loc                     |              |
| Opposition Score | Opposition Score | Opposition Score   | Opposition Score     | Opposition Score      | Opposition Score     | Rank          |                         |                         |              |
| ---------------- | ---------------- | ------------------ | -------------------- | --------------------- | -------------------- | ------------- | ----------------------- | ----------------------- | ------------ |
| Kazuyasu Minobe  | Spadă individual | PAS                | Fichera (ITA) C 15–8 | Avdeev (RUS) C 15–11  | Grumier (FRA) P 8–15 | Nu a avansat  | Nu a avansat            | Nu a avansat            |              |
| Yuki Ota         | Spadă individual | Floretă individual | PAS                  | Toldo (BRA) P 13–15   | Nu a avansat         | Nu a avansat  | Nu a avansat            | Nu a avansat            | Nu a avansat |
| Kenta Tokunan    | Sabie individual | Floretă individual | N/A                  | Anstett (FRA) P 13–15 | Nu a avansat         | Nu a avansat  | Nu a avansat            | Nu a avansat            | Nu a avansat |

Feminin
| Sportivă       | Probă              | Primul tur          | Al doilea tur          | Al treilea tur         | Sfert de finală    | Semifinală    | Finala mică/Finala mare | Finala mică/Finala mare |              |
| Sportivă       | Probă              | Adversar Scor       | Adversar Scor          | Adversar Scor          | Adversar Scor      | Adversar Scor | Adversar Scor           | Loc                     |              |
| -------------- | ------------------ | ------------------- | ---------------------- | ---------------------- | ------------------ | ------------- | ----------------------- | ----------------------- | ------------ |
| Nozomi Nakano  | Spadă individual   | Terán (MEX) C 15–12 | Logunova (RUS) C 15–14 | Șemiakina (UKR) C 11–8 | Szász (HUN) P 4–15 | Nu a avansat  | Nu a avansat            | Nu a avansat            |              |
| Shiho Nishioka | Floretă individual | PAS                 | Nam H-h (KOR) C 15–12  | Boubakri (TUN) P 10–15 | Nu a avansat       | Nu a avansat  | Nu a avansat            | Nu a avansat            |              |
| Chika Aoki     | Floretă individual | Sabie individual    | Grench (PAN) P 5–15    | Nu a avansat           | Nu a avansat       | Nu a avansat  | Nu a avansat            | Nu a avansat            | Nu a avansat |